# 물납세
물납세(物納稅)는 화폐가 아닌 물건으로 징세하는 세금이다.
과거에는 세계 각국에서 대부분의 세금이 물납세로 징세되었으나 19세기 중반 이후 세계 각국에서 화폐경제가 성립하면서 오늘날 세계 대부분의 나라에서 물납세의 징세는 찾아보기 어렵게 되었다.

## 화폐경제가 성립하기 전에 대부분의 세금을 물납세로 징세하던 이유
- 화폐경제가 성립하기전 필요한 물건의 구입방법은 거의 물물교환이었다.
- 화폐경제가 성립하기전 당시 경제활동이 주로 제1차산업이어서 농산물, 축산물, 수산물의 수요가 많았다.

## 나라별 물납세

### 한국
물납세가 있던 시절 주로 징세대상지역의 특산물(전라남도 영광군의 영광굴비, 제주도의 감귤등)이 물납세로 징세대상이 되었었다.
그러나 징세품의 보관 및 운반의 불편함, 징세품의 품귀현상 및 형평성을 이유로 징세품의 종류를 통일하자는 의견도 있어서 조선에서는 대동법이 시행되기도 하였다.

## 같이 보기
- 물물교환